# Portada/efemèride març 15
Eva Longoria
« 14 de març · 15 de març · 16 de març »